# Bąsze
Bąsze (deutsch Bonschen) ist ein Ort in der polnischen Woiwodschaft Ermland-Masuren. Er gehört zur Gmina Bartoszyce (Landgemeinde Bartenstein) im Powiat Bartoszycki (Kreis Bartenstein).

## Geographische Lage
Bąsze liegt in der nördlichen Mitte der Woiwodschaft Ermland-Masuren, 13 Kilometer südöstlich der einstigen Kreisstadt Preußisch Eylau (heute russisch Bagrationowsk) bzw. neun Kilometer nördlich der heutigen Kreismetropole Bartoszyce (deutsch Bartenstein).

## Geschichte
Der Gutsort Bunselack wurde vor 1454 gegründet. Nach 1874 kam der Gutsbezirk Bonschen zum neu errichteten Amtsbezirk Polkitten (polnisch Pełkity) im ostpreußischen Kreis Friedland (der 1927 in „Kreis Bartenstein“ umbenannt wurde). Im Jahre 1910 zählte Bonschen 33 Einwohner.
Am 1. November 1928 verlor der Gutsbezirk Bonschen seine Eigenständigkeit: Er wurde aus dem Amtsbezirk Polkitten ausgegliedert und in die Landgemeinde Kromargen (polnisch Kromarki) und damit gleichzeitig in den Amtsbezirk Beisleiden (polnisch Bezledy) im Kreis Preußisch Eylau umgegliedert.
Nach der Abtretung des gesamten südlichen Ostpreußen 1945 in Kriegsfolge an Polen erhielt Bonschen die polnische Namensform „Bąsze“. Der Ort ist heute in die Landgemeinde Bartoszyce (Bartenstein) im Powiat Bartoszycki (Kreis Bartenstein) eingegliedert, zwischen 1975 und 1998 der Woiwodschaft Olsztyn, seither der Woiwodschaft Ermland-Masuren zugeordnet. Im Jahre 2021 zählte Bąsze 31 Einwohner.

## Kirche
Bis 1945 war Bonschen in die evangelische Kirche Schönbruch (nördlicher Ortsteil russisch Schirokoje, südlicher Ortsteil polnisch Szczurkowo) in der Kirchenprovinz Ostpreußen der Kirche der Altpreußischen Union, außerdem in die römisch-katholische Kirche Bartoszyce im damaligen Bistum Ermland eingepfarrt.
Heute gehört Bąsze katholischerseits zur Pfarrei Bezledy (Beisleiden) im jetzigen Erzbistum Ermland, evangelischerseits zur Kirche Bartoszyce, einer Filialkirche von Kętrzyn (Rastenburg) in der Diözese Masuren der Evangelisch-Augsburgischen Kirche in Polen.

## Verkehr
Bąsze liegt an einer Nebenstraße, die Bezledy (Beisleiden) an der polnischen Landesstraße 51, der einstigen deutschen Reichsstraße 134, über Głomno (Glommen) mit Łapkiejmy (Lapkeim) verbindet.
Einen Bahnanschluss hat Bąsze nicht mehr, seit die nächste Bahnstation in Głomno an der Bahnstrecke Königsberg (Preußen)–Preußisch Eylau–Lyck–Prostken 1945 in Richtung Preußisch Eylau und 1991 bis Korsze (Korschen) in Richtung Ełk (Lyck) geschlossen wurde.